# Roselliniella atlantica
Roselliniella atlantica är en lavart som beskrevs av Matzer & Hafellner 1990. Roselliniella atlantica ingår i släktet Roselliniella, ordningen Sordariales, klassen Sordariomycetes, divisionen sporsäcksvampar och riket svampar.  Arten är reproducerande i Sverige. Inga underarter finns listade i Catalogue of Life.